# Voïvodie de Białystok (1975-1998)
La voïvodie de Białystok (en polonais Województwo białostockie) était une unité de division administrative et un gouvernement local de Pologne entre 1975 et 1998.
En 1999, son territoire est intégré dans la Voïvodie de Podlasie.
Sa capitale était Białystok.

## Villes
Population au 31 décembre 1998 :
| - Białystok – 283 937 - Bielsk Podlaski – 27 594 - Hajnówka – 24 170 - Łapy – 23 320 - Sokółka – 20 096 - Siemiatycze – 15 632 - Mońki – 10 990 - Czarna Białostocka - 10 013 - Wasilków – 8 900 - Dąbrowa Białostocka – 6 200 | - Choroszcz – 5 400 - Supraśl – 4 600 - Brańsk – 3 800 - Knyszyn – 2 900 - Zabłudów – 2 400 - Suchowola – 2 300 - Drohiczyn – 2 100 - Tykocin – 1 900 - Kleszczele – 1 400 - Suraż – 1 000 |

## Bureaux de district
Sur la base de la loi du 22 mars 1990, les autorités locales de l'administration publique générale, ont créé 6 régions administratives associant plusieurs municipalités.
- Białystok (Białystok, gmina Choroszcz, gmina Czarna Białostocka, gmina Dobrzyniewo Kościelne, gmina Gródek, gmina Juchnowiec Dolny, gmina Łapy, gmina Michałowo, gmina Poświętne, gmina Supraśl, gmina Suraż, gmina Turośń Kościelna, gmina Tykocin, gmina Wasilków et gmina Zabłudów)
- Bielsk Podlaski (Bielsk Podlaski, gmina Bielsk Podlaski, gmina Boćki, gmina Brańsk, Brańsk, gmina Orla, gmina Rudka i gmina Wyszki)
- Hajnówka (Hajnówka, gmina Białowieża, gmina Czeremcha, gmina Czyże, gmina Dubicze Cerkiewne, gmina Hajnówka, gmina Kleszczele, gmina Narew i gmina Narewka)
- Mońki (gmina Mońki, gmina Jasionówka, gmina Jaświły, gmina Knyszyn, gmina Krypno)
- Siemiatycze (Siemiatycze, gmina Siemiatycze, gmina Drohiczyn, gmina Dziadkowice, gmina Grodzisk, gmina Mielnik, gmina Milejczyce, gmina Nurzec-Stacja)
- Sokółka (gmina Sokółka, gmina Dąbrowa Białostocka, gmina Janów, gmina Korycin, gmina Krynki, gmina Kuźnica, gmina Nowy Dwór, gmina Sidra, gmina Suchowola i gmina Szudziałowo)

## Évolution démographique
| année      | 1975    | 1980    | 1985    | 1990    | 1995    | 1998    |
| population | 618 000 | 641 100 | 671 400 | 692 800 | 700 700 | 701 400 |